# Oktoplut
Oktoplut est un duo musical originaire de Montréal, au Québec. Formé de Mathieu Forcier aux guitares et Laurence Fréchette aux percussions, le groupe compose des pièces appartenant au stoner rock et au grunge, sur lesquelles il chante des textes en français québécois.

## Description
Le groupe se forme à Montréal en 2012 lorsque Mathieu Forcier et Laurence Fréchette décident de mettre fin à leur groupe Sober Down et de se concentrer sur l'idée d'un duo. Depuis ses débuts, le groupe est associé à l'étiquette de disque indépendante Slam Disques. Selon le site Feu à volonté, Oktoplut est « le projet le plus éclectique et audacieux de l’écurie Slam ».  
En 2014, le premier album studio du groupe, Pansements, est publié. Il est suivi en 2016 de La sorcière de roche, un EP de 1 chanson de 18 minutes.
En 20 octobre 2017 le groupe publie son deuxième album complet, Le démon normal. Selon Le canal auditif, sur ce deuxième album, Oktoplut réaffirme la formule présentée sur Pansements en 2014, tout en continuant d’explorer différentes zones d’ombres comme il l’a fait sur La sorcière de roche.

## Membres
- Mathieu Mathias Forcier : guitare électrique, chant/voix gutturale
- Laurence Larry Fréchette : batterie, chant/voix

## Distinction
- 2018 : Album punk de l'année GAMIQ pour Démon normal[4]